# Wildwood (Kentucky)
Wildwood es una ciudad ubicada en el condado de Jefferson en el estado estadounidense de Kentucky. En el Censo de 2010 tenía una población de 261 habitantes y una densidad poblacional de 1.361,79 personas por km².

## Geografía
Wildwood se encuentra ubicada en las coordenadas 38°14′57″N 85°34′29″O / 38.24917, -85.57472. Según la Oficina del Censo de los Estados Unidos, Wildwood tiene una superficie total de 0.19 km², de la cual 0.19 km² corresponden a tierra firme y (0%) 0 km² es agua.

## Demografía
Según el censo de 2010, había 261 personas residiendo en Wildwood. La densidad de población era de 1.361,79 hab./km². De los 261 habitantes, Wildwood estaba compuesto por el 97.32% blancos, el 0.38% eran afroamericanos, el 0.38% eran amerindios, el 1.53% eran asiáticos, el 0% eran isleños del Pacífico, el 0.38% eran de otras razas y el 0% pertenecían a dos o más razas. Del total de la población el 1.53% eran hispanos o latinos de cualquier raza.